# مبنای عمودی

مبنای عمودی در اروپا

در زمین‌سنجی، نقشه‌برداری، هیدروگرافی و ناوبری، مبنای عمودی (به انگلیسی: Vertical datum) یا مبنای فرازسنجی (به انگلیسی: Altimetric datum)، یک سطح مختصات مرجع است که برای موقعیت‌های عمودی، مانند ارتفاعات ویژگی‌های محدود به زمین (ناهمواری، ژرفاسنجی، سطح آب، و سازه‌های ساخته‌شده) و فرازای ماهواره استفاده می‌شود. مدارها و در هوانوردی. در علم سیاره‌شناسی، مبنای عمودی به عنوان سطح ارتفاع صفر یا مرجع سطح صفر نیز شناخته می‌شوند.
معیارهای رایج برای یک مبنای عمودی شامل رویکردهای زیر است:
- کشندهای جزرومدی، بر اساس سطح دریای آزاد زمانی که شرایط خاص رخ می‌دهد، مانند اداره ملی اقیانوسی و جوی،
- گرانش‌سنجی، بر اساس یک زمین‌واره یا هندسی، بر اساس همان بیضی‌های زمینی که در محاسبه یک داده افقی استفاده می‌شوند، مانند داده‌های گرانشی برنامه‌ریزی‌شده NOAA و سیستم‌های ماهواره‌ای ناوبری جهانی (GNSS) در سال ۲۰۲۲ که قرار است در آن سال توسط سازمان ملی زمین‌شناسی منتشر شود.

## انواع
انواع رایج مبناهای عمودی عبارتند از:
- سطح مبنای بیضی، در نتیجه ارتفاع بیضی‌شکل
- میانگین سطح دریا همان‌طور که توسط زمین‌واره گرانشی توصیف می‌شود، که ارتفاع ارتومتریک را نشان می‌دهد.[۴][۵]